# Dantyszek

Herb Jana Dantyszka otrzymany od cesarza Maksymiliana

Dantyszek – polski herb szlachecki z nobilitacji.

## Opis herbu
Na tarczy dwudzielnej w słup w polu prawym, srebrnym skrzydło orle czarne, w polu lewym, czarnym, skrzydło orle srebrne.
Tak według Szymańskiego miał wyglądać polski herb Jana Dantyszka (wł. Johann von Hoefen). Istniała jeszcze druga, niemiecka wersja:
Tarcza dzielona w krzyż. Pole I w słup, a w nim w polu prawym, czarnym skrzydło orle srebrne, w polu lewym, srebrnym, skrzydło orle czerwone. W polach II i III z prawej miecz na opak o ostrzu srebrnym i rękojeści złotej, z lewej maczuga srebrna.
Pole IV w słup, a w nim w polu prawym, srebrnym, skrzydło orle czerwone, w polu lewym, czarnym skrzydło orle srebrne.

## Najwcześniejsze wzmianki
Nadany Janowi Dantyszkowi przed 1516 przez Zygmunta Starego. Drugą wersję herbu miał Dantyszek otrzymać od cesarza Maksymiliana Habsburga w 1516.

## Herbowni
Dantyszek, Dargiewicz, Dirgewicz, Dziargowicz, Hoefen.